# Čarovný les
Čarovný les (v anglickém originále Into the Woods) je americký fantasy muzikálový film z roku 2014, jehož režisérem je Rob Marshall. Film je adaptací muzikálu Stephena Sondheima Into the Woods, oceněného cenou Tony.

## Děj
Pekař a jeho žena si přejí dítě. Jejich rodina je však pod kletbou čarodějnice, která na ně kletbu seslala poté, co našla pekařova otce, jak krade na její zahradě. Pekařův otec ukradl kromě zeleniny pro svou těhotnou ženu i kouzelné fazole, kvůli kterým na čarodějku její matka seslala kletbu ošklivosti. Čarodějka mladému páru nabídne, že zruší kletbu, ale nejdříve ti dva musí získat ingredience na lektvar. Musí najít krávu bílou jako mléko, plášť rudý jako krev, vlasy kukuřičně žluté a střevíček z ryzího zlata. Později se pekař dozví, že se čarodějka žádného z těch předmětů nesmí dotknout, proto o to požádala je.
Čarodějčiny podmínky nakonec přivádí Pekaře a jeho ženu do kontaktu s Jackem, který prodává svou milovanou bílou krávu. Pekař ji s chlapcem vymění za kouzelné fazole, které jeho otec kdysi ukradl čarodějce. Po zasazení fazole vyrostou až do nebe. Dále se setkávají s Červenou karkulkou, jejíhož rudého pláště si všimli, když kupovala pečivo na cestě za babičkou. Jejich osudy se protnou i s Locikou, adoptovanou dcerou čarodějky (ve skutečnosti je to dítě, které čarodějka vzala pekařovým rodičům výměnou za zeleninu z její zahrady), kolem jejíž věže prochází pekařova žena cestou lesem; a s Popelkou, která narazí na pekařovu ženu, když utíká z plesu před princem.
Po sérii nepodařených pokusů a nehod pekař a jeho žena získají vše potřebné ke zlomení kletby. Každý dojde svého šťastného konce. Popelka a Locika si berou své prince, Jack zaopatřuje svou matku penězi, které ukradl v zemi obrů v nebi, přičemž jednoho z obrů zabil. Červená karkulka a její babička jsou zachráněny před zlým vlkem a čarodějka po vypití lektvaru znovu získává své mládí a krásu.
Postavy však zjišťují, že jejich šťastně až do smrti nevypadá zase tak šťastně. Pekař se bojí, že se nedokáže dobře postarat o svého syna, stejně jako kdysi jeho otec, a pekařovu ženu svede Popelčin princ. Popelka přišla o iluze o životě na zámku. Lociku děsí vnější svět, který nikdy předtím neznala, a čarodějka zjistí, že se znovu získanou krásou přišla o svou moc. Z poslední zbývající fazole vyroste další stonek do nebe, po kterém sleze obrova žena a začne terorizovat království, protože chce, ať jí vydají Jacka, který zabil jejího manžela. Mezitím se hrdinové snaží vyřešit své (ne)šťastné konce. Čarodějka navždy ztratí svou dceru, která uteče pryč z království. Popelka se rozchází s princem, když se dozví o jeho nevěře. Karkulčina maminka a babička společně s Jackovou matkou a pekařovou ženou umírají.
Zbývající přeživší se nejprve dohadují, jestli Jacka dát obryni nebo ne, a brzy na to se začnou navzájem obviňovat z toho, jak každý přispěl svými činy k tragédii, která se stala. Nakonec ze všeho obviní čarodějku, protože vypěstovala kouzelné fazole. Ta je znechucená tím, že nejsou schopni přijmout zodpovědnost za své činy, rozhází zbývající fazole a tím znovu uvede do chodu kletbu své matky. Čarodějka zmizí a nechává přeživší jejich osudu.
Zhroucený pekař nechá své dítě Popelce a uteče pryč. Hluboko v lese ho ale navštíví duch jeho otce a řekne mu, jak moc se nenáviděl za to, co udělal, což přiměje pekaře vrátit se k ostatním. Pekař, Popelka, Jack a Karkulka se nakonec rozhodnou obrovu ženu zabít, ale před tím se Popelka s pekařem snaží vysvětlit Karkulce a Jackovi složitost a morální otázky pomsty. Společně obryni zabijí a snaží se pokračovat ve svých zničených životech. Nakonec se rozhodnou, že se všichni společně vrátí s pekařem do jeho domu a pokusí se začít znovu. Pekař se při vzpomínce na svou ženu rozhodne být dobrým otcem a začne vyprávět jejich synovi příběh o tom, jak se to všechno stalo. Hlas čarodějky zpovzdálí všechny nabádá k tomu, aby dali svým dětem dobrý příklad, protože "děti naslouchají" všemu - dobrému i špatnému - co jim rodiče říkají a hlavně skrze jejich činy se stávají dospělými.

## Obsazení
| Meryl Streep        | Čarodějka                |
| James Corden        | Pekař                    |
| Emily Bluntová      | Pekařova žena            |
| Anna Kendrick       | Popelka                  |
| Chris Pine          | Popelčin princ           |
| Johnny Depp         | Vlk                      |
| Lila Crawford       | Červená Karkulka         |
| Mackenzie Mauzy     | Locika                   |
| Daniel Huttlestone  | Jack                     |
| Tracey Ullman       | Jackova matka            |
| Christine Baranski  | Popelčina macecha        |
| Tammy Blanchard     | Florinda                 |
| Lucy Punch          | Lucinda                  |
| Billy Magnussen     | Locičin princ            |
| Annette Crosbie     | babička Červené Karkulky |
| Joanna Riding       | Popelčina maminka        |
| Frances de la Tour  | Obrova žena              |
| Richard Glover      | Správce                  |
| Simon Russell Beale | Pekařův otec             |

## Premiéra
Premiéra traileru byla 31. července 2014. Druhý trailer byl vydán 6. listopadu 2014.
Světová premiéra se konala v Ziegled Theatre v New York City 8. prosince 2014. Premiéra v kině byla ve Spojených státech 25. prosince 2014. Premiéra v Český a Slovenských kinech je stanovena na 2. dubna 2015.

## Tržby
K 2. lednu 2015 film vydělal přes 79 milionů dolarů.

## Přijetí

### Tržby
Film vydělal 128 milionů dolarů v Severní Americe a 85 milionů dolarů v ostatních oblastech, celkově tak vydělal 213,1 milionů dolarů po celém světě. Rozpočet filmu činil 50 milionů dolarů. V Severní Americe byl oficiálně uveden 24. prosince 2014. Za první večer vydělal 1,1 milionů dolarů. Za první víkend docílil druhé nejvyšší návštěvnosti, kdy vydělal 31 milionů dolarů. 

### Recenze
Film získal pozitivní recenze od kritiků. Na recenzní stránce Rotten Tomatoes získal z 196 započtených recenzí 71 procent s průměrným ratingem 6,6 bodů z deseti. Na serveru Metacritic snímek získal z 41 recenzí 69 bodů ze sta. Na Česko-Slovenské filmové databázi snímek získal 47%.

## Ocenění
Film byl nominován na 3 Oscary v kategoriích nejlepší produkční design, nejlepší kostýmní design a nejlepší herečka v hlavní roli (Meryl Streepová). Coleen Atwoodová získala ocenění za nejlepší kostýmní design ve fantasy filmu na předávání cen Costume Designers Guild Award. Film byl nominován za Zlatý glóbus v kategoriích nejlepší film – muzikál nebo komedie, Emily Bluntová získala nominaci v kategorii nejlepší herečka a Meryl Streepová v kategorii nejlepší herečka ve vedlejší roli. Na předávání cen MTV získal Meryl Streepová cenu v kategorii nejlepší zloduch. Obsazené získalo cenu Satellite Award v kategorii nejlepší obsazení ve filmu.